# Jean-Marie Dépierre
Pour les articles homonymes, voir Dépierre.

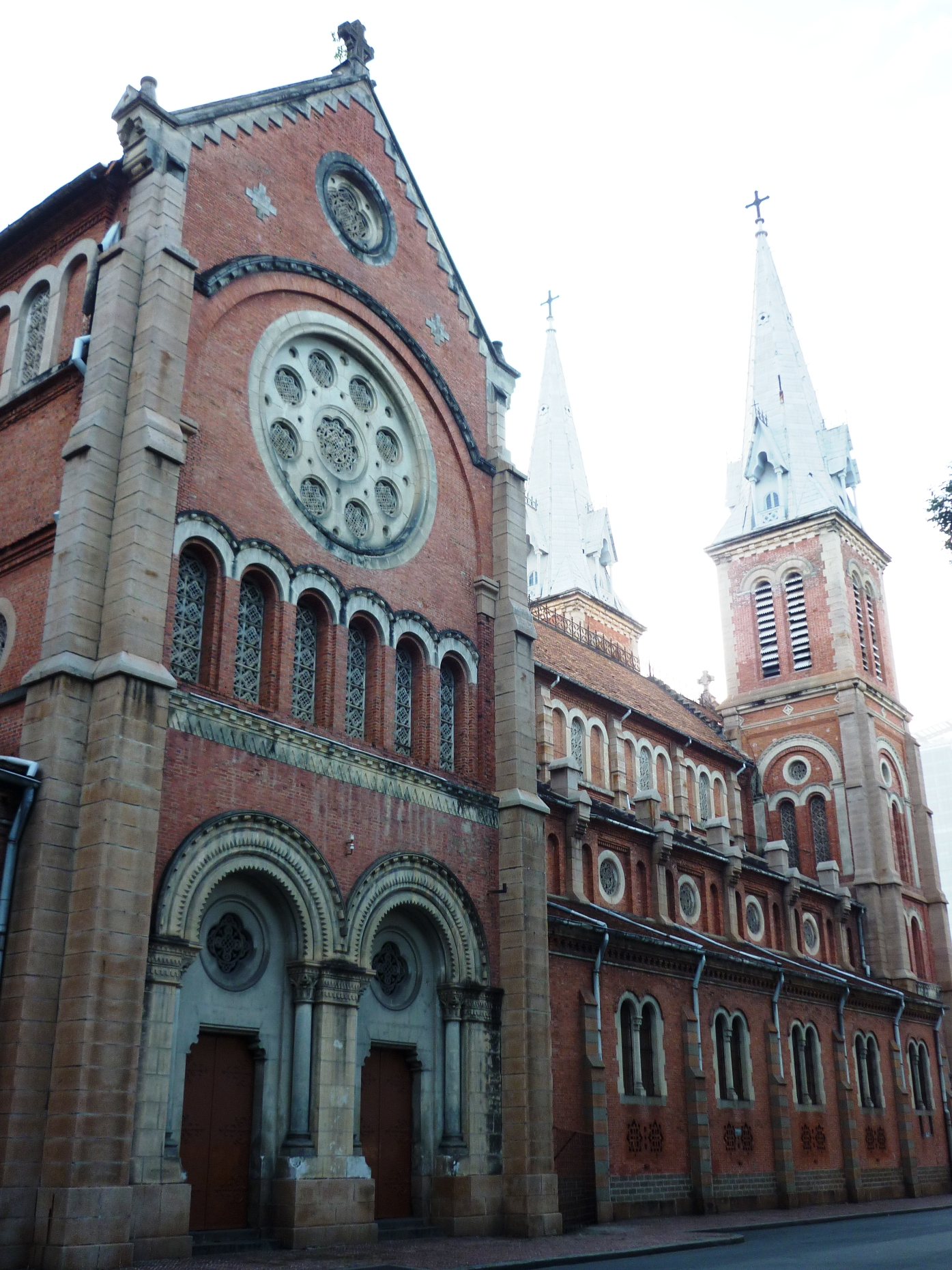
Vue de côté de la cathédrale Notre-Dame de Saïgon.

Jean-Marie Dépierre MEP, né le 18 janvier 1855 à Thoiry en Savoie et mort le 17 octobre 1898 à Saïgon, est un évêque et missionnaire catholique français qui fut vicaire apostolique de la Cochinchine occidentale.

## Biographie
Jean-Marie Dépierre naît dans une famille paysanne et fait ses études au petit séminaire de Saint-Pierre-d'Albigny, puis quelques mois au grand séminaire de Chambéry avant de rejoindre le séminaire des Missions étrangères de Paris où il est ordonné prêtre le 20 septembre 1879 à l'âge de vingt-quatre ans. Il est envoyé le 26 novembre suivant pour la Cochinchine alors sous administration française.
Il est d'abord nommé professeur au séminaire de Saïgon, où il enseigne aux étudiants cochinchinois la rhétorique, la philosophie et la théologie dogmatique. Il publie en plus un manuel de philosophie et un manuel de théologie.
Le 12 avril 1895, Jean-Marie Dépierre est nommé par Rome évêque titulaire (in partibus) de Benda (de) pour succéder à Mgr Colombert, mort le 31 décembre 1894, à la tête du vicariat apostolique de Cochinchine occidentale. Il reçoit la consécration épiscopale le 25 juillet 1895 à la cathédrale Notre-Dame de Saïgon. Devenu évêque, il s'intéresse à la formation des futurs prêtres indochinois, divise en deux le séminaire de Saïgon pour en faire un petit et un grand séminaires, ouvre un séminaire à An-Duc sous la direction de Victor Quinton et rédige des ouvrages de théologie.
Bruquement atteint de maladie, il meurt à Saïgon le 17 octobre 1898 à l'âge de quarante-trois ans. Il est enterré dans la cathédrale.
Mgr Mossard (de) lui succède.

## Principales publications
- Brevis disquisitio ethnicæ superstitionis Sinensium, Imprimerie de la mission, 1888, Saïgon-Tandinh, in-8, 59 pages.
- Elementa Philosophiæ scholasticæ, 2e édit., Imprimerie de Nazareth, Hong-kong, 1891, in-12, 258 pages.
- Le Sentiment religieux chez les peuples de l'Indo-Chine (Extrait de la Revue des Religions, 4e an., n° 21, sept.-oct. 1892), Bureaux de la Revue, 37, rue du Bac, Paris, in-8, 96 pages.
- Situation du Christianisme en Cochinchine à la fin du XIXe siècle, Imprimerie nouvelle, Claude et Cie, Saïgon, 1898, in-8, 40 pages.
- Cinq Mandements en annamite. La traduction annamite est, pour les deux premiers, du prêtre indigène Duc ; pour les trois autres, du prêtre indigène Tong.
- Ouvrage en collaboration avec M. Turgis : Compendium Theologiæ dogmaticæ, 2e édit., Imprimerie de Nazareth, Hong-kong, 1901, 3 vol. in-12, 320 pages, 332 pages, 312 pages.